# 小城市
小城市（日语：／ Ogi shi */?）是位于日本佐賀縣中央地區的城市。因羊羹的消費量為全日本第一而聞名。

## 人口
| 小城市人口分布圖 |                                               |  |
| 小城市與日本全國年齡別人口分布比較圖 （2005年資料） | 小城市的年齡、男女別人口分布圖 （2005年資料） |  |
| ■紫色是小城市 ■綠色是全国 | ■藍色是男性 ■紅色是女性                       |  |
| 小城市人口變化 \| 1970年 \| 38,471人 \| \| \| 1975年 \| 36,945人 \| \| \| 1980年 \| 37,839人 \| \| \| 1985年 \| 38,915人 \| \| \| 1990年 \| 40,283人 \| \| \| 1995年 \| 43,491人 \| \| \| 2000年 \| 45,375人 \| \| \| 2005年 \| 45,852人 \| \| \| 2010年 \| 45,133人 \| \| \| 2015年 \| 44,259人 \| \| \| 2020年 \| 43,952人 \| \| |                                               |  |
| 資料來源：日本總務省統計中心提供之人口普查數據 |                                               |  |
| 1970年 | 38,471人                                      |  |
| 1975年 | 36,945人                                      |  |
| 1980年 | 37,839人                                      |  |
| 1985年 | 38,915人                                      |  |
| 1990年 | 40,283人                                      |  |
| 1995年 | 43,491人                                      |  |
| 2000年 | 45,375人                                      |  |
| 2005年 | 45,852人                                      |  |
| 2010年 | 45,133人                                      |  |
| 2015年 | 44,259人                                      |  |
| 2020年 | 43,952人                                      |  |

## 歷史

### 年表
- 1889年4月1日：實施町村制，現在的轄區在當時分屬：小城郡小城町、三里村、岩松村、晴田村、三日月村、牛津村、砥川村、蘆刈村。
- 1894年4月24日：牛津村改制為牛津町。
- 1932年4月1日：三里村、岩松村、晴田村被併入小城町。
- 1956年9月30日：砥川村被廢除，部分轄區被併入牛津町。
- 1967年4月1日：蘆刈村改制為蘆刈町（日语：芦刈町）。
- 1969年1月1日：三日月村改制為三日月町。
- 2005年3月1日：蘆刈町、牛津町、小城町、三日月町合併為小城市。

### 變遷表
| 1889年以前                     | 1889年4月1日 | 1889年 - 1944年      | 1945年 - 1959年      | 1945年 - 1959年      | 1960年 - 1989年       | 1989年 - 現在       | 現在                |
| ------------------------------ | ------------ | -------------------- | -------------------- | -------------------- | --------------------- | ------------------- | ------------------- |
|                                | 小城町       | 1932年4月1日 小城町  | 1932年4月1日 小城町  | 1932年4月1日 小城町  | 1932年4月1日 小城町   | 2005年3月1日 小城市 | 2005年3月1日 小城市 |
|                                | 三里村       | 1932年4月1日 小城町  | 1932年4月1日 小城町  | 1932年4月1日 小城町  | 1932年4月1日 小城町   | 2005年3月1日 小城市 | 2005年3月1日 小城市 |
|                                | 晴田村       | 1932年4月1日 小城町  | 1932年4月1日 小城町  | 1932年4月1日 小城町  | 1932年4月1日 小城町   | 2005年3月1日 小城市 | 2005年3月1日 小城市 |
|                                | 岩松村       | 1932年4月1日 小城町  | 1932年4月1日 小城町  | 1932年4月1日 小城町  | 1932年4月1日 小城町   | 2005年3月1日 小城市 | 2005年3月1日 小城市 |
|                                | 三日月村     | 三日月村             | 三日月村             | 三日月村             | 1969年1月1日 三日月町 | 2005年3月1日 小城市 | 2005年3月1日 小城市 |
|                                | 蘆刈村       | 蘆刈村               | 蘆刈村               | 蘆刈村               | 1967年4月1日 蘆刈町   | 2005年3月1日 小城市 | 2005年3月1日 小城市 |
|                                | 牛津村       | 1894年4月24日 牛津町 | 1894年4月24日 牛津町 | 1956年9月30日 牛津町 | 1956年9月30日 牛津町  | 2005年3月1日 小城市 | 2005年3月1日 小城市 |
|                                | 砥川村       |                      |                      | 1956年9月30日 牛津町 | 1956年9月30日 牛津町  | 2005年3月1日 小城市 | 2005年3月1日 小城市 |
| 1956年9月30日 併入杵島郡江北町 |              |                      |                      |                      |                       |                     |                     |

## 交通

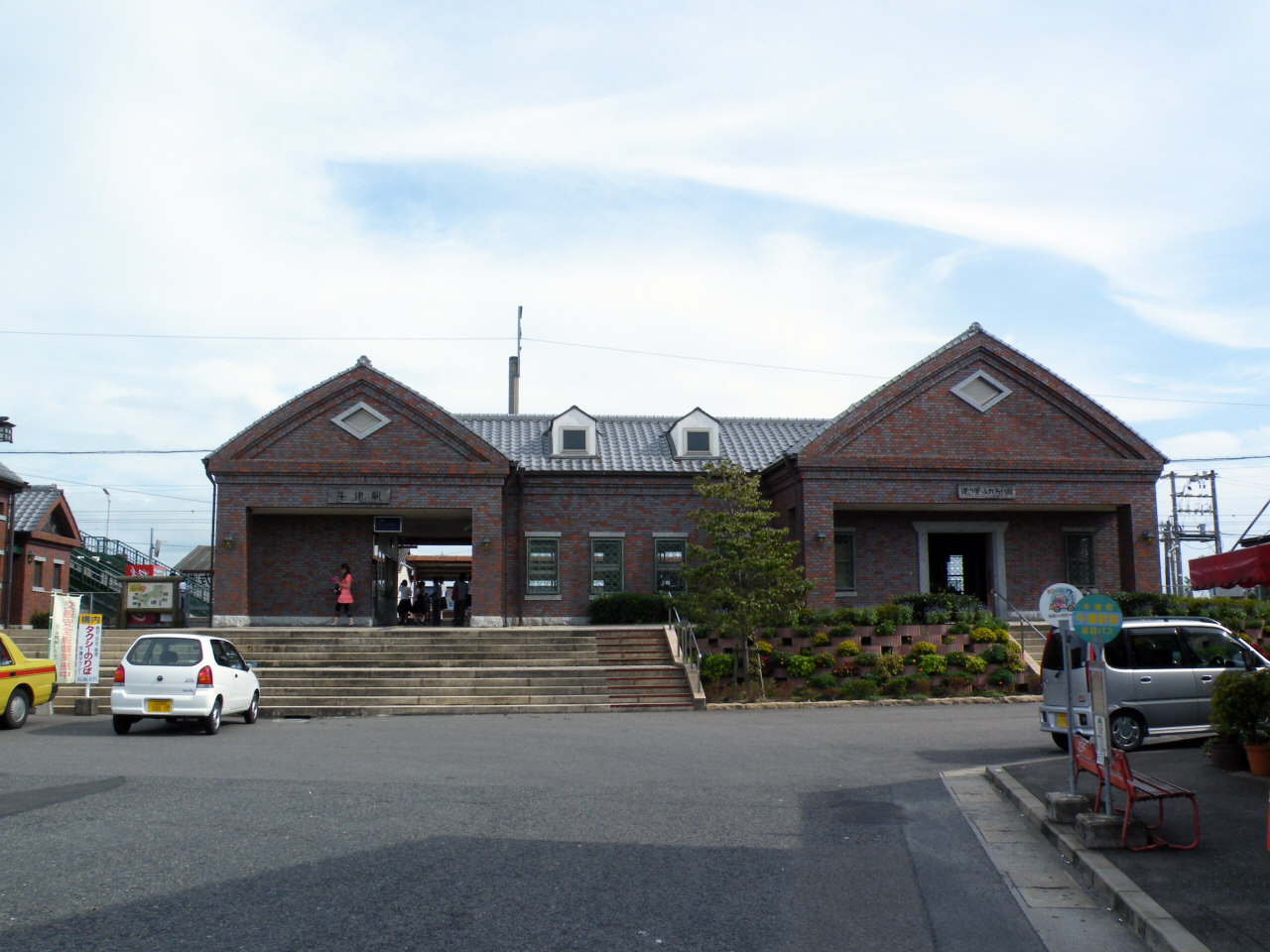
牛津車站

### 鐵路
- 九州旅客鐵道
  - 長崎本線：牛津車站
  - 唐津線：小城車站

### 道路
高速道路
- 長崎自動車道：小城休息區（日语：小城パーキングエリア）

## 教育
高等學校
- 佐賀縣立小城高等學校（日语：佐賀県立小城高等学校）
- 佐賀縣立牛津高等學校（日语：佐賀県立牛津高等学校）

## 本地出身之名人
- 松田正久：前日本眾議院議長
- 高田保馬：經濟學者
- 横尾龍：前日本通商產業大臣
- 小城之花正昭：大相撲前關脇
- 辻発彥：職業棒球選手
- 荒川良良：俳優
- 川頭秀人：前職業棒球選手
- 江口孝義：前職業棒球選手

## 外部連結
- （日語） 小城市觀光協會 （页面存档备份，存于）
- （日語） 小城郡合併協議會 （页面存档备份，存于）